# Salvatore Todaro
Salvatore Bruno Todaro (Messina, 16 settembre 1908 – al largo di La Galite, Tunisia, 14 dicembre 1942) è stato un militare italiano.
Comandante di sommergibili della Regia Marina, durante la seconda guerra mondiale ricevette diverse decorazioni, tra le quali la medaglia d'oro al valor militare.

## Biografia
Salvatore Todaro, nasce a Messina da Giovanni Todaro e Rosina Ruggeri, nell'antico rione Santo; rimase nella sua città natale fino all'iniziare del primo conflitto mondiale per poi trasferirsi con la famiglia a Chioggia poiché il padre, maresciallo di artiglieria, venne nominato nella laguna veneta responsabile di Forte Penzo. Entrò all'Accademia navale di Livorno il 18 ottobre 1923, venendo promosso guardiamarina nel 1927, dopo aver completato il corso. L'anno successivo, promosso sottotenente di vascello, venne destinato a Taranto per frequentare il corso di osservazione aerea, per essere successivamente assegnato a diversi incarichi a terra (comando del dipartimento dello Jonio e basso Adriatico a Taranto nel 1931) ed imbarchi su unità di superficie (incrociatore Trieste nel 1932).
Nel 1933, a Livorno, si sposò con Rina Anichini, dalla quale ebbe due figli: Gian Luigi (1939-1992) e Graziella Marina (1943).
Il 27 aprile 1933, a La Spezia, ebbe un incidente aereo a bordo di un S.55 della 187ª squadriglia (Aviazione ausiliaria per la Marina) su cui era imbarcato in qualità di osservatore: l'acqua sollevata da un siluro colpì l'idrovolante nei piani di coda e lo fece infilare in mare. Todaro ebbe una frattura della colonna vertebrale che lo avrebbe obbligato a portare per il resto della vita un busto. Di lì in poi, il dolore causato dalla lesione lo avrebbe debilitato per il resto della vita, ma Todaro cercò il più possibile di tenerlo nascosto.
Dopo esser stato alla dipendenza della Regia Aeronautica presso il comando dell'Alto Tirreno, rientrò nei ranghi della Regia Marina dal 1º ottobre 1934.
Dal 4 ottobre 1935, Todaro venne destinato alla 146ª Squadriglia Idrovolanti dell'Aeronautica della Sardegna e l'anno successivo si imbarcò sui sommergibili Marcantonio Colonna quale ufficiale in seconda (dal 27 aprile 1936) e Des Geneys, sempre quale ufficiale in seconda (dal 14 dicembre 1936).
Assunse poi il comando del piccolo sommergibile costiero H.4 (dal 22 maggio 1937), operante al largo delle coste spagnole durante la guerra civile, dei sommergibili Macallè nel periodo 16 settembre 1937 - 1939 e Jalea nel periodo 1939-40.
Il 1º luglio 1940, raggiunto il grado di capitano di corvetta, ottenne il comando del sommergibile Luciano Manara (classe Bandiera) sin dal 27 aprile e, dal 26 settembre, quello del nuovissimo sommergibile atlantico Comandante Cappellini (classe Marcello).
Allo scoppio della seconda guerra mondiale Todaro e il Cappellini vennero destinati alla base oceanica Betasom di Bordeaux, dalla quale i sommergibilisti italiani, sostenendo l'impegno tedesco durante la battaglia dell'Atlantico, si impegnarono a bloccare le rotte marittime tra gli Stati Uniti e la Gran Bretagna.

### La vicenda delKabalo
Nella notte del 16 ottobre 1940, nel corso di una missione a 700 miglia al largo dell'isola di Madera ed a 1000 dalle coste africane, Todaro avvistò il piroscafo belga Kabalo (5.186 tonnellate) e, dopo aver lanciato senza successo tre siluri, rispondendo al fuoco nemico, lo affondò utilizzando il cannone di bordo. Dopo aver effettuato l'affondamento, Todaro accostò per finire il Kabalo; avvistati ventisei naufraghi della nave belga, li fece raccogliere e li rimorchiò su di una zattera per quattro giorni. Quando la zattera spezzò il cavo di rimorchio, Todaro non esitò ad ospitare i naufraghi nel sommergibile fino a sbarcarli, incolumi, sulla costa delle isole Azzorre.
Le cronache riportano che, dopo lo sbarco dei naufraghi, Todaro si sentì chiedere dal comandante del Kabalo, capitano Georges Vogels: «Ma lei, visto che tratta così un nemico, che razza di uomo è? Vede, se quando ci ha attaccati di sorpresa non avessi dormito nella mia cabina, le avrei sparato addosso con il cannone, scusi la mia franchezza.» Al che Salvatore Todaro rispose: «Sono un uomo di mare come lei. Sono convinto che al mio posto lei avrebbe fatto come me.» L'ufficiale italiano portò la mano alla visiera in segno di saluto e fece per andarsene, ma, vedendo il secondo ufficiale guardarlo, si fermò e gli chiese: «Ha dimenticato qualcosa?», «Sì» – gli rispose l'altro con le lacrime agli occhi – «Ho dimenticato di dirle che ho quattro bambini: se non vuole dirmi il suo nome per mia soddisfazione personale, accetti di dirmelo perché i miei bambini la possano ricordare nelle loro preghiere.» Todaro risponde di chiamarsi Salvatore Bruno.
Tale generoso comportamento non venne apprezzato dal comandante in capo dei sommergibilisti tedeschi, l'ammiraglio Karl Dönitz, che lo criticò severamente. «Neppure il buon samaritano della parabola evangelica avrebbe fatto una cosa del genere», sbottò l’Ammiraglio tedesco Dönitz, che pure lo ammirava. «Signori, – disse rivolgendosi ai colleghi italiani – io vi prego di voler ricordare ai vostri Ufficiali che questa è una guerra e non una crociata missionaria. Il signor Todaro è un bravo Comandante, ma non può fare il Don Chisciotte del mare.»
Todaro rispose alle critiche mosse con una frase lapidaria, riportata da molte fonti e mai smentita, rimasta celebre, da allora in poi, nella storia della Marina Militare Italiana: «Gli altri non hanno, come me, duemila anni di civiltà sulle spalle.» Secondo alcune fonti, Dönitz ebbe una conversazione privata con Todaro in cui gli disse: «Sono sempre in disaccordo con voi, ma vorrei tanto poter dare degli ordini perché tutti fossero in grado di comportarsi come voi.»
L'affondamento della nave portò alla dichiarazione dello stato di guerra tra l'Italia ed il Belgio; successivamente, però, emerse che il Kabalo era una nave dispersa del convoglio inglese OB.223 e trasportava pezzi di ricambio aeronautici: l'affondamento risultava quindi pienamente giustificato. Questa azione bellica valse a Todaro la medaglia di bronzo al valor militare.

### Altre crociere atlantiche
Il 22 dicembre 1940 Todaro lasciò nuovamente la base di Bordeaux con il Cappellini per una nuova missione. Il 5 gennaio 1941, nel tratto di mare compreso tra le isole Canarie e la costa africana, il Cappellini affondò, sempre utilizzando il cannone, il piroscafo armato inglese Shakespeare da 5.029 tonnellate: durante l'azione un marinaio del Cappellini morì a causa del violento fuoco avversario. Anche in questo caso Todaro raccolse i 22 superstiti, alcuni gravemente feriti, e li pose in salvo sulle coste dell'isola di Capo Verde.
Proseguendo la crociera il sommergibile giunse nella zona di Freetown (Sierra Leone), dove riuscì ad affondare con due siluri e utilizzando il cannone il trasporto truppe britannico Eumaeus da 7.472 tonnellate. Anche in questo caso il sommergibile subì alcune perdite dovute al violento fuoco di risposta. Nel corso della battaglia, un aereo inglese, forse richiamato dall'SOS dell'Eumaeus, arrivò sulla zona e riuscì a colpire con due bombe il Cappellini prima che riuscisse ad immergersi, causando gravi danni e diversi feriti. Ciò nonostante, Todaro riuscì a portare il sommergibile fino al porto neutrale spagnolo di La Luz a Gran Canaria, dove giunse il 20 gennaio 1941. Grazie all'aiuto delle autorità spagnole, vicine al fascismo italiano, Todaro riuscì a sbarcare i feriti e a riparare il battello, per poi riprendere il mare, il 23 gennaio 1941, e raggiungere con successo il porto di Bordeaux. Nel corso del combattimento aveva trovato la morte l'Ufficiale della direzione di macchina, Tenente del GN di complemento Danilo Stiepovich. Per queste missioni ricevette la medaglia d'argento al valor militare.
Todaro partecipò successivamente ad altre due sfortunate crociere atlantiche.

### Xª Flottiglia MAS e morte
Nel novembre 1941 chiese ed ottenne di essere trasferito alla Xª Flottiglia MAS. Venne assegnato all'"Autocolonna Moccagatta" con il grado di capitano di corvetta, con la quale partecipò dal maggio 1942 al blocco navale della città di Sebastopoli, sul Mar Nero, durante le operazioni sul fronte orientale. In queste operazioni si distinse nuovamente ed ottenne la terza medaglia d'argento al valor militare.
Nel novembre 1942 Todaro venne destinato alla base di La Galite in Tunisia ed, al comando del motopeschereccio armato Cefalo, iniziò a pianificare ed effettuare una serie di attacchi al porto di Bona, importante base avversaria. Dopo essere rientrato da una missione notturna, il 13 dicembre 1942 il Cefalo venne attaccato da uno Spitfire inglese. Durante il mitragliamento il comandante Todaro fu colpito da una scheggia alla tempia e morì sul colpo. Gli venne poi assegnata la medaglia d'oro al valor militare alla memoria.
Salvatore Todaro è stato seppellito nel Cimitero della Purificazione di Livorno.
Il 14 dicembre del 2017 per una celebrazione solenne in Messina in ricordo degli eroismi di Salvatore Todaro la figlia Graziella intervenuta dichiarerà:
"…Sono felicissima di essere ritornata a Messina per la commemorazione di mio padre che ha sempre dichiarato di essere siciliano nato a Messina ed in questa occasione di avere inaugurato la sala a lui intitolata che conserverà i suoi cimeli. Colgo anche l'occasione per un caloroso augurio di Buon Natale alla città di Messina ed a tutta la Marina Militare…".

## Intitolazioni
Al comandante Todaro sono intitolati la denominazione italiana della classe U-212A e uno dei quattro sottomarini basati su di essa.
Quest'ultimo ha iniziato il servizio operativo con la Marina Militare Italiana il 5 febbraio 2007 ed è stato assegnato all'operazione Active Endeavour (in inglese: Impegno attivo) sotto comando NATO. In precedenza un'altra unità della Marina Militare Italiana era stata intitolata alla memoria di Salvatore Todaro: una corvetta antisommergibile, appartenente alla classe De Cristofaro, in servizio dal 1966 al 1994, nel 1990 convertita in pattugliatore.
Al comandante Todaro è intitolata la Scuola Primaria "Salvatore Todaro" in Sottomarina di Chioggia, ove trascorse l'infanzia.